# ارنست هانکس
ارنست هانکس (انگلیسی: Ernest Hanks؛ آوریل ۱۸۸۸ – اکتبر ۱۹۶۵ (سال ۷۷)) فوتبالیست بود. وی در پست مهاجم وسط در لیگ فوتبال برای باشگاه فوتبال آرسنال بازی می‌کرد.